# Andromeda XXII
Andromeda XXII (anche Triangulum I, And XXII / Tri I)) è una galassia nana sferoidale con una bassa luminosità superficiale situata nella costellazione dei Pesci ad una distanza dalla Terra intorno ai 3 milioni di anni luce.
Fu scoperta nel 2009 a seguito delle osservazioni nell'ambito del Pan-Andromeda Archaeological Survey (PAndAS) effettuate con Canada-France-Hawaii Telescope.
La sua vicinanza sia alla Galassia di Andromeda (M31) che alla Galassia del Triangolo (M33) fanno ritenere che Andromeda XXII sia una galassia satellite di una delle due. I dati disponibili sono più a favore dell'ipotesi che sia una galassia satellite di M33, trovandosi a soli 42 kpc (140.000 anni luce) da questa, contro i 224 kpc (730.000) di distanza da M31. Per tale motivo è nota anche con la seconda denominazione di Triangulum I. Pertanto potrebbe essere la prima galassia satellite di M33 nota, ma And XXII risulta ancora catalogata come satellite di M31. Ad ogni modo è un membro del Gruppo Locale